# Малые Кузнецовы
 Малые Кузнецовы  — деревня в Орловском районе Кировской области. Входит в состав Орловского сельского поселения.

## География
Расположена на расстоянии примерно 12 км по прямой на северо-запад от райцентра города Орлова непосредственно на восток от села Русаново.

## История
Известна с 1671 года как деревня Марьинская, в 1678 году с 1 двором, в 1763 30 жителей, в 1802 8 дворов. В 1873 году здесь (деревня Марьинская или Кузнецовы) дворов 15 и жителей 93, в 1905 (починок  Марьинский или Кузнецовы) 10 и 64, в 1926 (деревня Кузнецовы или Марьинская) 13 и 69, в 1950 (Кузнецовы) 15 и 45, в 1989 33 жителя. Настоящее название утвердилось с 1978 года. С 2006 по 2011 год входила в состав Шадричевского сельского поселения.

## Население
Постоянное население составляло 23 человека (русские 100%) в 2002 году, 15 в 2010.